# Гершайд
Гершайд (нім. Herscheid) — місто в Німеччині, знаходиться в землі Північний Рейн-Вестфалія. Підпорядковується адміністративному округу Арнсберг. Входить до складу району Меркіш.
Площа — 58,92 км2. Населення становить 6988 ос. (станом на 31 грудня 2020).

## Географія

### Сусідні міста та громади
Гершайд межує з 4 містами / громадами:
- Вердоль
- Плеттенберг
- Майнерцгаґен
- Люденшайд

## Галерея

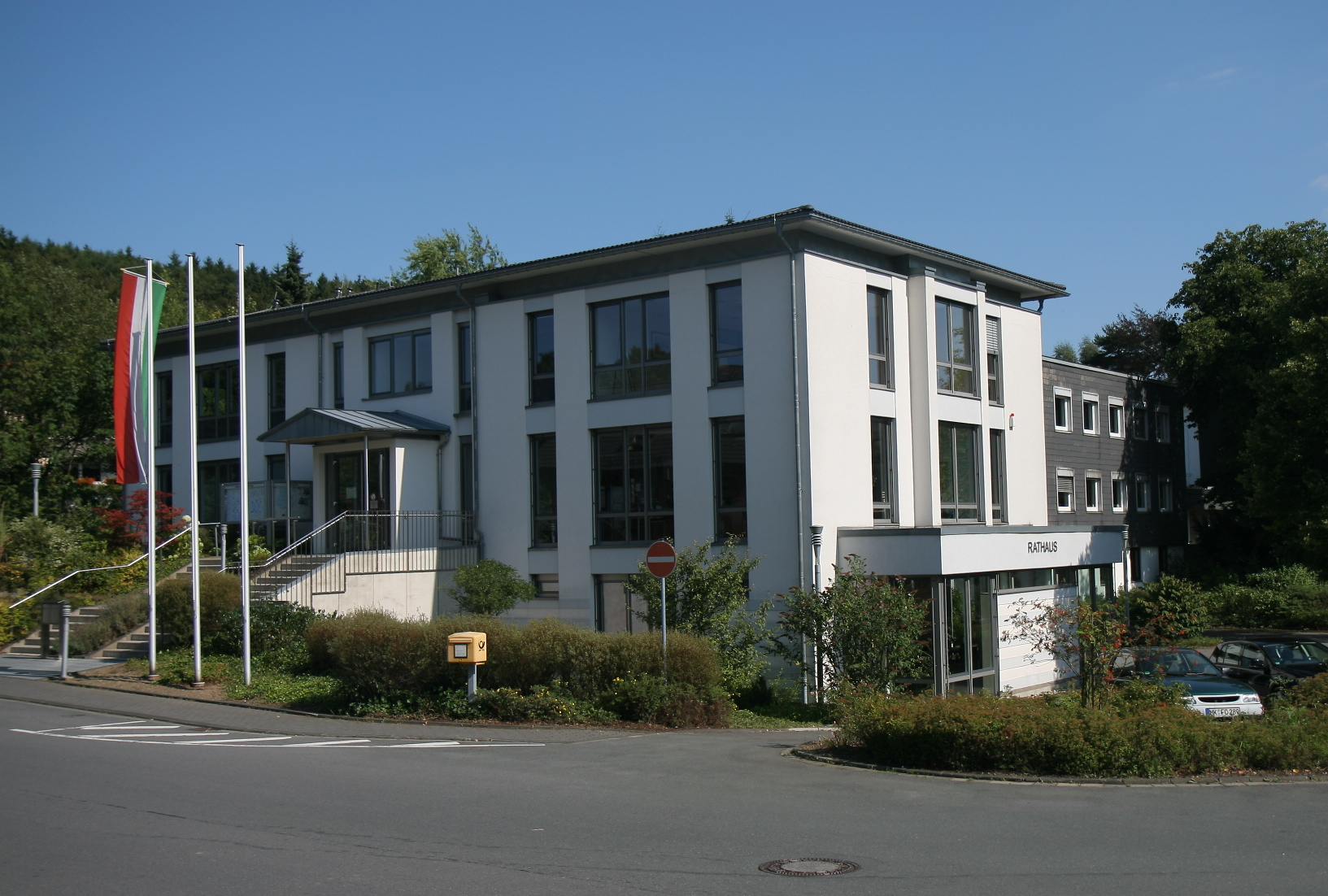
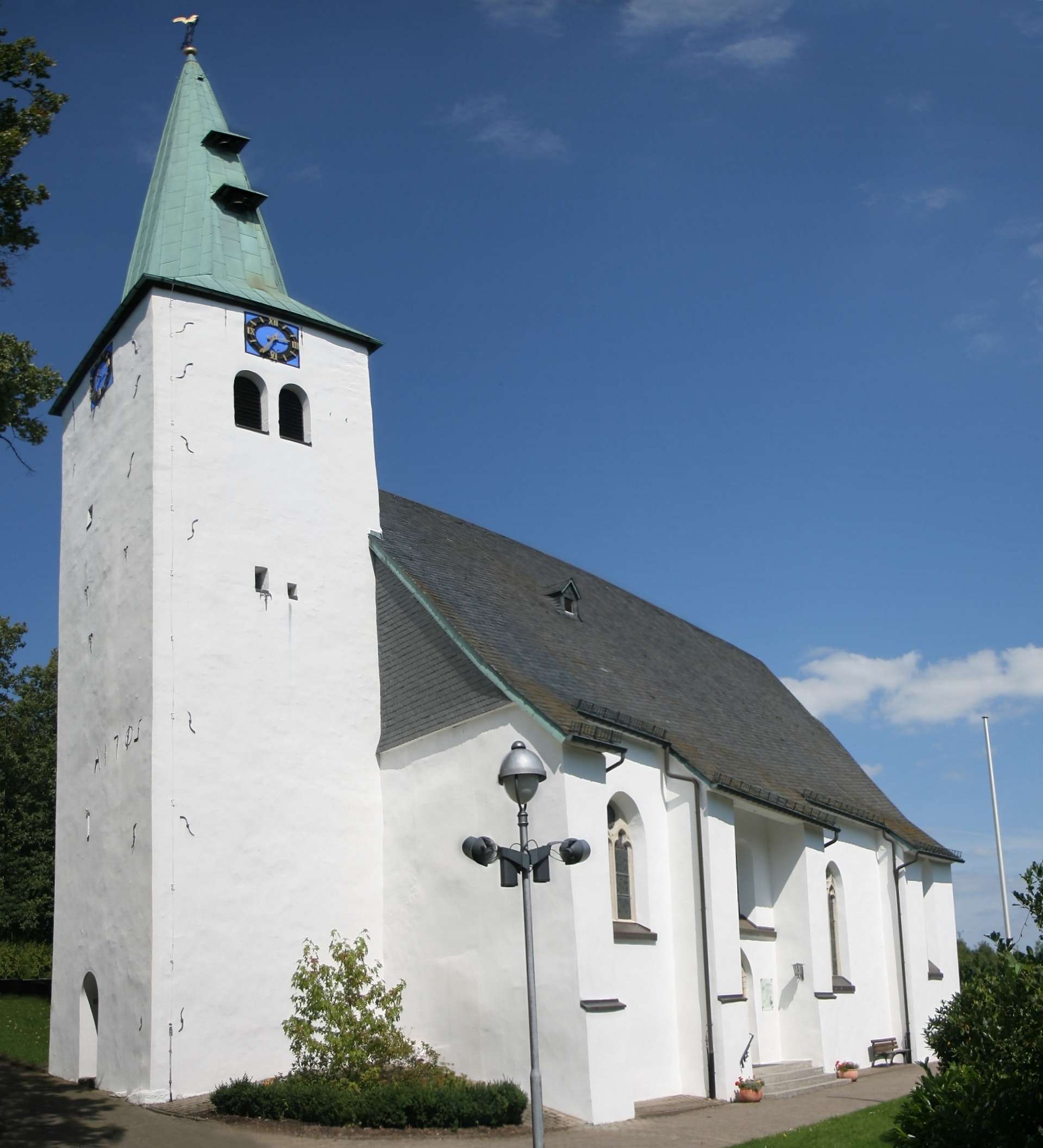
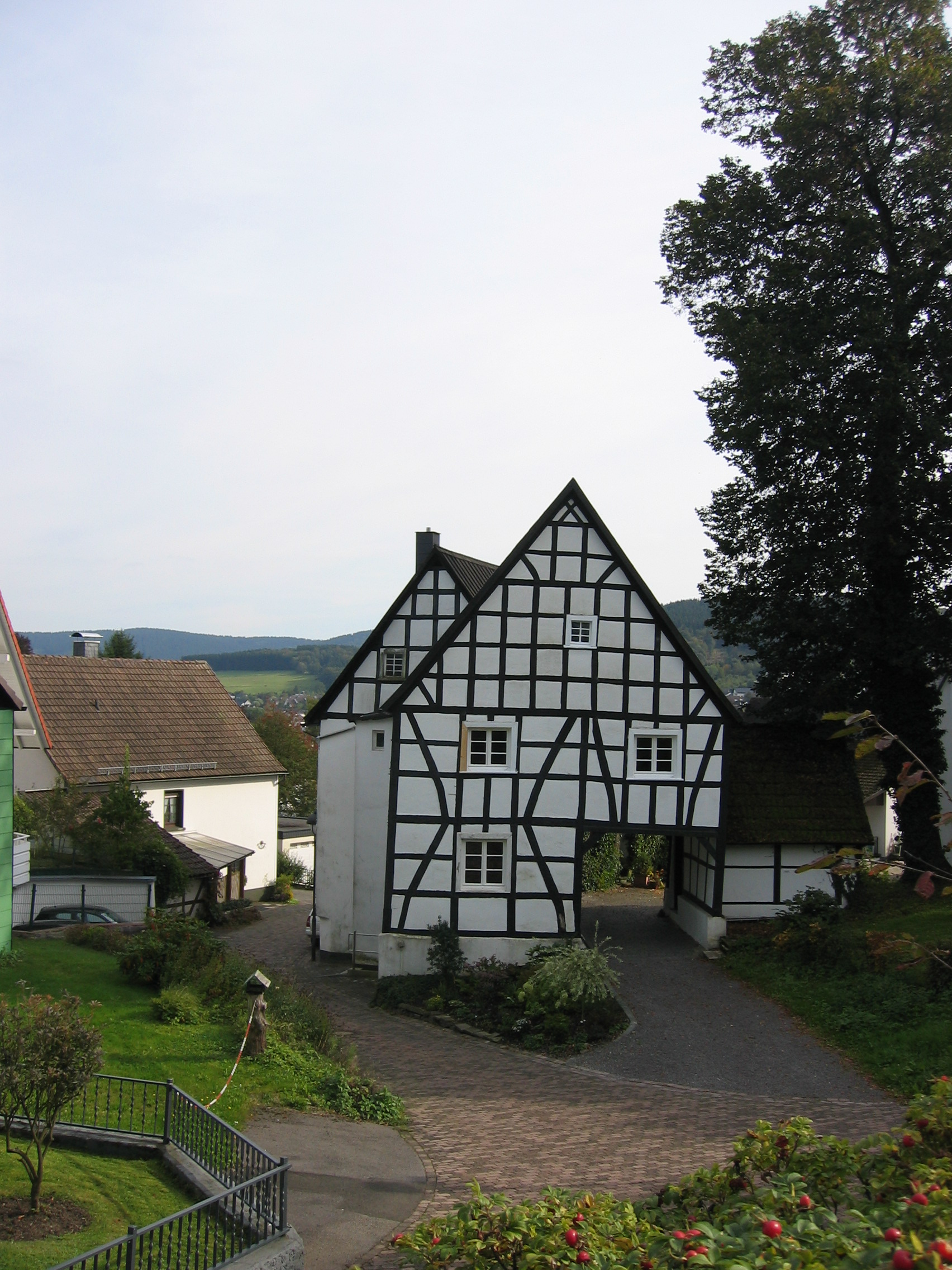
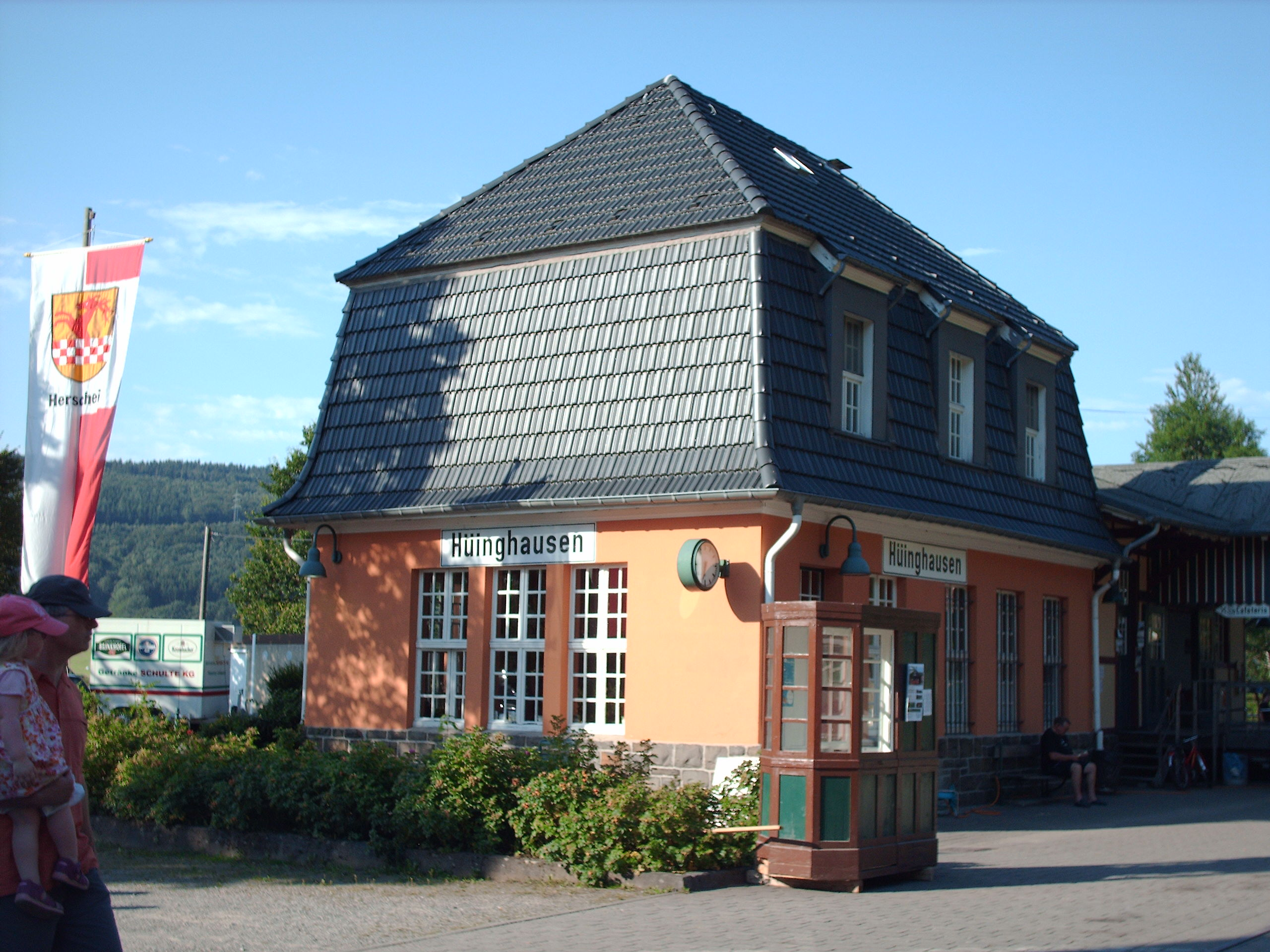
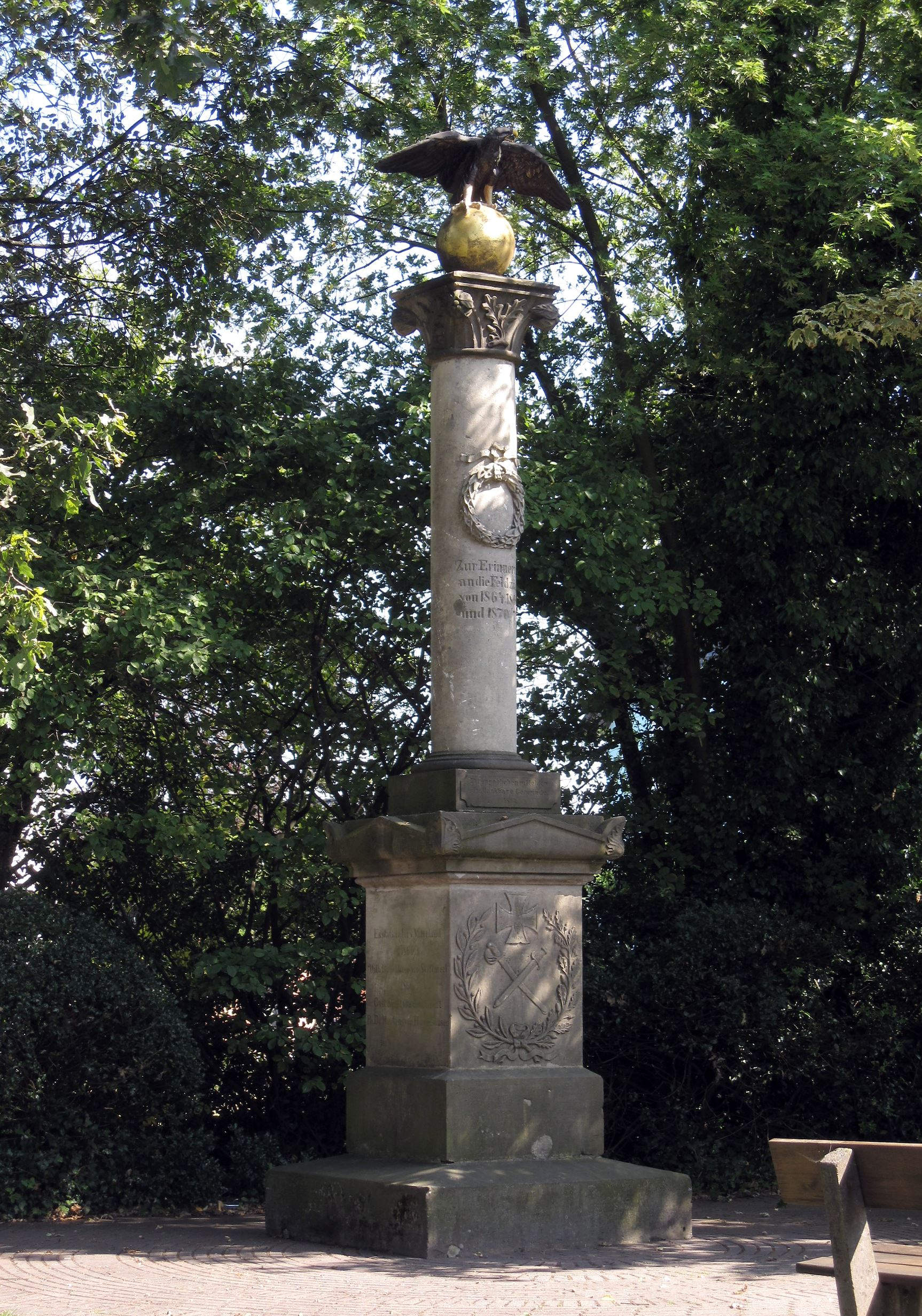